# 2017年印度北部骚乱
2017年8月25日开始，印度北部哈里亚纳邦等地发生骚乱。事件的导火索是印度法庭在2017年8月25日判决宗教组织“真业之家”领导人古尔米特·拉姆·拉希姆·辛格犯有强奸罪，并判决其入狱，引发信徒不满，进而导致大规模的示威抗议并酿成骚乱。

## 背景
“真业之家”成立于1948年，自称“集合所有宗教的大成”，强调“非营利的社会福利精神”，据称在全世界共有6千万名信徒，被部分人士视为邪教。该组织在哈里亚纳邦经营着约近1000英亩的产业，有自己的酒店、电影院、板球场和学校。教主辛格23岁时接任该组织领袖，自称“神人”，并且以作家、演员、歌手、导演、科学家、女权主义者等身份活跃于印度社会，同时也是一名富翁，拥有约合2600万英镑的资产。他曾担当多部电影的主角，也曾推出多张音乐专辑。在电影中，他将自己包装成无所不能的“超级战士”。近几年，“真业之家”丑闻缠身，例如该教派被指煽动信徒自宫，导致约400人为了“更接近神”而自我阉割。
2002年，一名女性在寄给印度总理的匿名信中揭发辛格强奸女性信徒，随后有记者调查此事，结果遭枪杀。直到2007年，印度官方才开始调查性侵案。据一名受害者回忆，曾有其他信徒提及“被领袖赐予了赦免”，直到被辛格性侵时，才得知所谓“赦免”的含义。

## 骚乱经过
在法院判决辛格有罪之前，辛格的大量支持者就已经聚集抗议，多国外交部门提醒当地侨民注意安全。2017年8月25日，辛格被宣判有罪后，支持者在法庭所在地——印度北部哈里亚纳邦班杰库拉市发动大规模骚乱。仅在哈里亚纳邦就有近6万名示威者聚众滋事，现场有超1万名军警控制局面，至少六个城市宣布宵禁。骚乱还向旁遮普邦、北方邦和德里蔓延，部分火车站、店铺以及媒体车辆被打砸，焚烧。由于暴乱向外蔓延，当局派出超过1.5万名军警前往班杰库拉市平乱，军警开枪射杀了多名暴动分子。辛格的支持者还一度占据位于哈里亚纳邦斯尔萨县的“真业之家”总部，与军警对峙，至27日方撤出。
截至8月27日，骚乱已造成至少36人死亡、269人受伤，超过一千人被捕；警方收缴了5支手枪、两把AK-47步枪及24辆车等。

## 反响
印度总统拉姆·纳特·科温德在Twitter上发文，对暴力事件和破坏公共财物的行为表示强烈谴责，总理纳伦德拉·莫迪对骚乱表态称，“以信仰的名义推行暴力绝不能被容忍”。哈里亚纳邦首席部长辛格呼吁民众不要破坏该邦的和平与安宁。